# Èric Vinaixa
Èric Vinaixa Pujol (Barcelona, 11 de juliol de 1977) és cantant, músic, compositor i productor.

## Biografia
Èric Vinaixa va començar a estudiar música als 6 anys al seu poble, Miravet. Va estudiar diferents instruments com l'acordió, el bombardí, el fiscorn baix i el trombó fins a arribar als que avui toca: guitarra i piano. Als 15 anys ja forma part de bandes de música i col·labora en diferents projectes, fins que el 2002 comença a liderar el grup de rock Rodamons.

### Etapa professional
Des de 2002 lidera el grup de rock Rodamons, amb qui té 2 discos editats, Temps Millors (PICAP, 2005) i Mama (PICAP, 2008), després de signar el seu primer contracte discogràfic amb PICAP l'any 2004. A Rodamons s'encarrega de la composició dels temes, així com la co-producció dels discos. Rodamons neix amb l'objectiu d'expressar la passió pel rock com a forma d'entendre la música. Buscant sempre un so directe, sincer i lliure, el quartet (actualment, Èric Vinaixa: veu, guitarra i piano. Albert Cariteu: guitarra solista. Pepe Flix: baix. Ramon Aragall: bateria) ofereix en els seus espectacles una posada en escena carregada de força i d'energia, seguint els patrons de les bandes de rock dels setanta. Rodamons comença a guanyar ressò mediàtic després d'acumular diversos premis, com Gamarock 2003 o En Potència de Catalunya Cultura, fins a rebre el Disc Català de l'any 2005, que atorga anualment Ràdio 4, pel seu primer treball Temps Millors. Amb cinc videoclips oficials (Quan, L'últim anònim, Ho tens negre, company, Sexy Gi i Família Rock) circulant per les televisions nacionals, Rodamons actua en les principals sales catalanes (com Bikini o Luz de Gas), al Palau de la Música, televisions i radios, en festivals de renom (com el Senglar Rock) o a les Festes de la Mercè de Barcelona i, fins i tot, al Camp Nou (en els actes de celebració del títol de Lliga 2004-05, el 15 de maig). Per Rodamons, al llarg dels anys, han passat músics com Esteve Gisbert, Dani Palmés, Dio López, Jordi Pibou, Salva Gallegos i Xavi Navarro.
Part de la crítica i del públic situen L'últim anònim entre les grans cançons de la música en català.

### Carrera en solitari
A partir del 2006, comença els seus projectes en solitari, tocant en diferents clubs, pubs, locals i petits teatres, normalment sol, acompanyat només de la seva inseparable guitarra Tanglewood, oferint un repertori que es deixa portar pel moment, a cavall dels clàssics que l'han protegit des petit i de la seva pròpia música, en un espectacle anomenat Llarga vida al Rock'n'Roll. En solitari també ha voltat pel món oferint concerts a llocs insòlits com Japó (Tòquio), Cuba (Cienfuegos, Santa Clara, L'Havana), Tailàndia (Chiang Mai) o la República Txeca (Praga).
Ha participat en el disc Història de Catalunya en cançons 2.0 (PICAP, 2009), juntament amb altres músics de parla catalana, interpretant el tema La primera senyera, sobre Guifré el Pilós, escrita per Toni Xuclà i Joan Vilamala. Presenta el tema actuant al Camp Nou (22 de desembre del 2009) abans del partit Catalunya - Argentina. Des de 2007 també escriu, coordina i produeix diferents músiques per a bandes sonores i spots publicitaris com la sintonia del programa 360 de Catalunya Ràdio o el documental Creixent sobre rodes. A finals del 2010 presenta el seu primer disc en solitari, La famosa gemma de Galveston (PICAP, 2010), que ofereix un registre més íntim al que ens té acostumats a veure amb Rodamons. Un disc escrit, arranjat i produït per ell mateix. A primers d'abril surt el videoclip del primer senzill, “Escac i mat”. El concert presentació es fa a la sala Luz de Gas, el 15 de maig del 2011, dins del 22 Festival de Guitarra de Barcelona, organitzat per The Project.
Durant l'estiu del 2011 col·labora al programa Factor Estiu de Catalunya Ràdio realitzant la secció Un bis al rock. A finals del 2011 participa en el disc de "La Marató" de TV3 amb el tema "La clau de tot ets tu", una versió del "While you see a chance" de Steve Winwood. El disc ven al voltant de les 170.000 còpies i és el disc més venut en un sol dia a tot Europa.
A principis del 2012, el director de cinema Ventura Pons utilitza el tema "Escac i mat" com a part de la B.S.O de la pel·lícula "Any de Gràcia", protagonitzada per Rosa Maria Sardà, Oriol Pla, Santi Millan i Amparo Moreno. Aquell mateix any participa en la Marató de TV3 per la pobresa amb la cançó "Fora de joc". A l'estiu torna a Catalunya Ràdio al programa No em pots dir que no, amb la secció musical "La cara oculta dels hits".
L'estiu del 2013 publica el seu segon disc en solitari, Insinuacions (PICAP, 2013) que significa un pas important a la seva carrera. En el primer senzill, "Suplicava la reina", hi col·labora l'actriu i cantant Mercè Martínez. D'aquest senzill se'n fa un videoclip amb la participació de les actrius catalanes Andrea Montero i Alba Ribas. El concert de presentació del disc se celebra el 8 de febrer de 2014 a la sala Luz de Gas de Barcelona.
Un any més tard produeix, co-escriu i fa els arranjaments de "Sóc" (Right Here Right Now, 2015), el primer disc en solitari de Sendra, excantant de Vitruvi. En el disc hi grava veus, guitarres, pianos, orgues i acordió. Durant tot l'any segueix fent concerts en llocs emblemàtics com Luz de Gas, Antiga Fàbrica Estrella Damm o el Teatre Grec de Barcelona. El 2015 produeix i fa els arranjaments el primer disc en solitari de Txell Sota "No sembles tu", on torna a gravar veus, guitarres, pianos, orgues i acordió. Durant el mateix any escriu la banda sonora per l'obra teatral "Portrait 2017" de Sílvia Navarro, on està previst que ell mateix hi interpreti un dels personatges principals. L'estiu d'aquest 2015, tanca la gira "Insinuacions... i més" al seu poble natal, Miravet, en un concert emotiu amb 500 persones al Castell Templer.
El 2016 i 2017 fa la gira "Llarga vida al Rock'n'roll" en format trio i en solitari, repassant els seus clàssics favorits mentre escriu, produeix i assaja el que serà el seu tercer disc en solitari. L'estiu del 2017 fa una secció musical a El Matí de Catalunya Ràdio amb Xavi Freixes. A finals d'any estrena el seu tercer disc en solitari: Caos a mig camí.
El 2019 col·labora, juntament amb altres cantants catalans del moment com Gossos, Aspencat, Blaumut o Txarango, en el llibre-disc homenatge al poeta Joan Salvat-Papasseit: Sota el firmament.
Malgrat la pandèmia del 2020, actua al Festival Cruïlla XXS i al Festival Internacional de Música de Vic. En aquest últim, presenta un avanç del seu quart disc en solitari i que porta per títol La més bonica història (Picap, 2020), publicat al mes de novembre. Aquest mateix any, la revista Enderrock va incloure el disc entre els 75 millors discos del 2020.
Entre el 2020 i el 2023, la gira de "La més bonica història" ha passat per desenes de poblacions dels Països Catalans i per festivals com el "Festival de Vallviva", "Festival NEC de Calella", "Barnasants", "Festival Vincle" o el "Festival Vall de Camprodon".
La primavera del 2023 estrena l'espectacle "La vida del poeta anarquista Roc Llop". Un espectacle a cavall de la cançó, la poesia i el teatre, on es repassa la vida del miravetà Roc Llop, des dels orígens, passant pels camps d'extermini, fins a la seva mort, amb música del propi Èric Vinaixa. El 15 de desembre presenta el seu darrer disc en solitari Les mil cares de la nit (PICAP, 2023).
El 2024, amb l'espectacle "Les mil cares de la nit", exhaureix entrades a la majoria dels seus concerts, destacant els de la sala Luz de Gas de Barcelona, Teatre la Llanterna de Móra d'Ebre i el del Castell de Miravet, amb èxit de crítica i públic. També realitza l'espectacle "La vida del poeta anarquista Roc Llop" a sales i teatres com el Teatre Gaudí de Barcelona, i a monuments històrics arreu dels Països Catalans.

## Discografia
Amb Rodamons
- Temps Millors (Picap, 2005)
- Mama (Picap, 2008)

En solitari
- La famosa gemma de Galveston (Picap, 2010)
- Insinuacions (Picap, 2013)
- Caos a mig camí (Picap, 2017)
- La més bonica història (Picap, 2020)
- Les mil cares de la nit (Picap, 2023)

Col·laboracions
- Cançó Vine i acompanya'm dels Entregirats (Picap, 2007).
- Lunatic 30 anys (2008), amb el tema L'home de les mil històries.
- Història de Catalunya en cançons 2.0 (Picap, 2009), interpretant La primera senyera.
- Disc de La Marató de TV3 (2011), interpretant La clau de tot ets tu.
- Polseres vermelles. Les millors cançons de tota la sèrie (Musica Global, 2013), amb la cançó Ales en sang.
- B.S.O de la pel·lícula Any de Gràcia, amb la cançó Escac i mat.
- Sota el firmament. A Salvat Papasseit, amb la cançó Dona'm la mà.

Cançons emeses en mitjans de TV i radio, amb Rodamons (no editades)
- Torna el Rock'n'roll (2003).
- Riff de riffs (2005).
- Un nou planeta (2008).